# Hans Tson Söderström
Hans Tson Söderström, född 25 februari 1945 i Stockholm, är en svensk nationalekonom.

## Utbildning
Söderström studerade vid Handelshögskolan i Stockholm, där han 1968 avlade civilekonomexamen. Han disputerade vid samma högskola 1974 på doktorsavhandlingen Studies in the microdynamics of production and productivity change varvid han blev ekonomie doktor (ekon.dr).

## Karriär

### Akademisk verksamhet
1977 blev han docent i nationalekonomi vid Handelshögskolan i Stockholm och innehade 1992-2015 en tjänst som adjungerad professor i konjunkturanalys och makroekonomisk politik vid samma högskola. Han var forskare vid Institutet för internationell ekonomi vid Stockholms universitet 1970-1984 och tjänstgjorde som biträdande chef där 1979-84. Han har varit gästforskare vid Princeton, Stanford och Berkeley-universiteten samt vid forskningsavdelningarna på Federal Reserve Board och IMF.
Han var från 2002 VD för Handelshögskolan i Stockholms verksamhet för fortbildning av chefer, HHS Executive Education. Där genomdrev han en sammanslagning med Institutet för företagsledning (IFL), vilket fusionerades med HHS Executive Education under namnet IFL vid Handelshögskolan i Stockholm AB. Efter en tid som ordförande i styrelsen för det sammanslagna bolaget lämnade han denna 2007.
Söderströms forskning efter doktorsavhandlingen har huvudsakligen berört stabiliseringspolitik i små öppna ekonomier med centraliserad lönebildning.

### Populärvetenskaplig och opinionsbildande verksamhet
Vid sidan av sin forskning har Söderström bedrivit en omfattande populärvetenskaplig verksamhet, bland annat som redaktör för Nationalekonomiska föreningens tidskrift Ekonomisk Debatt (1977-78) och som kolumnist i Dagens Nyheter och Dagens Industri. Han har därtill haft många uppdrag inom svenskt näringsliv och organisationsväsende samt i statliga utredningar. Under ett trettiotal år fram till 2014 var han vice ordförande i forskningsnämnden för Jan Wallanders och Tom Hedelius stiftelse och åren 2006-2015 var han ledamot av stipendiekommittén för Konungens stiftelse ungt ledarskap. Under perioden 2007-2009 var Söderström ordförande i styrelsen för Aktiespararna.
Under perioden 1985-2002 var han VD för Studieförbundet Näringsliv och Samhälle (SNS). Han kvarstår i SNS förtroenderåd och är sedan starten styrelseledamot i den gröna liberala tankesmedjan Fores. Söderström gjorde sig känd i den ekonomisk-politiska debatten som förespråkare av en normbaserad prisstabiliseringspolitik (normpolitik) under sin tid som ordförande i SNS Konjunkturråd (1985-1994). Som rådgivare till Finlands Bank 1992-93 förordade Söderström undantagsvis en mer expansiv finanspolitik för att häva den omfattande arbetslösheten. Sedan mitten på 1990-talet har normpolitiken vunnit bred politisk acceptans och även visat sig mycket framgångsrik som praktisk politik. Söderström har sedan dess medverkat i debatten om det stabiliseringspolitiska regelverket och även gjort inlägg i frågor kring ägande och företagsstyrning, där han bland annat varit en skarp kritiker av överdrivet generösa ersättningar till företagsledare. 
Söderström röstade nej i folkomröstningen om Sveriges deltagande i EMU. Han ingick i Junilistans förtroenderåd och ingår nu förtroenderådet för Forum för EU-debatt, där han aktivt deltar i verksamheten.